# Квалификације за Светско првенство у фудбалу 2018 — УЕФА група Б
Група Б европских квалификација за Светско првенство у фудбалу 2018. се састојала од 6 репрезентација: Португал, Швајцарска, Мађарска, Летонија, Фарска Острва и Андора.
Репрезентација Португала је као првопласирана репрезентација изборила директан пласман на првенство, док је Швајцарска као другопласирана репрезентација отишла у бараж.

## Табела
| Легенда                                           |
| ------------------------------------------------- |
| Репрезентација која се квалификује у првом кругу  |
| Репрезентација која иде у бараж након првог круга |

| Табела групе Б | Табела групе Б | Табела групе Б | Табела групе Б | Табела групе Б | Табела групе Б | Табела групе Б | Табела групе Б | Табела групе Б | Табела групе Б |  |             |            |          |               |          |        |  | Домаћи | Домаћи | Домаћи | Домаћи | Домаћи | Домаћи | Домаћи | Гости | Гости | Гости | Гости | Гости | Гости | Гости |
|                | Репрезентација | И              | Д              | Н              | И              | ДГ             | ПГ             | ГР             | Бод.           |  | Португалија | Швајцарска | Мађарска | Фарска Острва | Летонија | Андора |  | И      | Д      | Н      | И      | ДГ     | ПГ     | Бод.   | И     | Д     | Н     | И     | ДГ    | ПГ    | Бод.  |
| 1.             | Португал       | 10             | 9              | 0              | 1              | 32             | 4              | +28            | 27             |  | -           | 2:0        | 3:0      | 5:1           | 4:1      | 6:0    |  | 5      | 5      | 0      | 0      | 20     | 2      | 15     | 5     | 4     | 0     | 1     | 12    | 2     | 12    |
| 2.             | Швајцарска     | 10             | 9              | 0              | 1              | 23             | 7              | +16            | 27             |  | 2:0         | -          | 5:2      | 2:0           | 1:0      | 3:0    |  | 5      | 5      | 0      | 0      | 13     | 2      | 15     | 5     | 4     | 0     | 1     | 10    | 5     | 12    |
| 3.             | Мађарска       | 10             | 4              | 1              | 5              | 14             | 14             | 0              | 13             |  | 0:1         | 2:3        | -        | 1:0           | 3:1      | 4:0    |  | 5      | 3      | 0      | 2      | 10     | 5      | 9      | 5     | 1     | 1     | 3     | 4     | 9     | 4     |
| 4.             | Фарска Острва  | 10             | 2              | 3              | 5              | 4              | 16             | -12            | 9              |  | 0:6         | 0:2        | 0:0      | -             | 0:0      | 1:0    |  | 5      | 1      | 2      | 2      | 1      | 8      | 5      | 5     | 1     | 1     | 3     | 3     | 8     | 4     |
| 5.             | Летонија       | 10             | 2              | 1              | 7              | 7              | 18             | -11            | 7              |  | 0:3         | 0:3        | 0:2      | 0:2           | -        | 4:0    |  | 5      | 1      | 0      | 4      | 4      | 10     | 3      | 5     | 1     | 1     | 3     | 3     | 8     | 4     |
| 6.             | Андора         | 10             | 1              | 1              | 8              | 2              | 23             | -21            | 4              |  | 0:2         | 1:2        | 1:0      | 0:0           | 0:1      | -      |  | 5      | 1      | 1      | 3      | 2      | 5      | 4      | 5     | 0     | 0     | 5     | 0     | 18    | 0     |

## Резултати
| Андора | 0:1                         | Летонија   |
| ------ | --------------------------- | ---------- |
|        | Детаљи (FIFA) Детаљи (UEFA) | Шабала 48’ |

| Фарска Острва | 0:0                         | Мађарска |
| ------------- | --------------------------- | -------- |
|               | Детаљи (FIFA) Детаљи (UEFA) |          |

| Швајцарска               | 2:0                         | Португал |
| ------------------------ | --------------------------- | -------- |
| Емболо 24’ · Мехмеди 30’ | Детаљи (FIFA) Детаљи (UEFA) |          |

| Мађарска       | 2:3                         | Швајцарска                                |
| -------------- | --------------------------- | ----------------------------------------- |
| Шалај 53’, 71’ | Детаљи (FIFA) Детаљи (UEFA) | Сеферовић 51’ · Родригез 67’ · Стокер 89’ |

| Летонија | 0:2                         | Фарска Острва                |
| -------- | --------------------------- | ---------------------------- |
|          | Детаљи (FIFA) Детаљи (UEFA) | Натестад 19’ · Едмундсон 70’ |

| Португал                                           | 6:0                         | Андора |
| -------------------------------------------------- | --------------------------- | ------ |
| Роналдо 2’, 4’, 47’, 68’ · Кансело 44’ · Силва 86’ | Детаљи (FIFA) Детаљи (UEFA) |        |

| Андора         | 1:2                         | Швајцарска                   |
| -------------- | --------------------------- | ---------------------------- |
| Мартинез 90+1’ | Детаљи (FIFA) Детаљи (UEFA) | Шер 19’ (пен.) · Мехмеди 77’ |

| Фарска Острва | 0:6                         | Португал                                                          |
| ------------- | --------------------------- | ----------------------------------------------------------------- |
|               | Детаљи (FIFA) Детаљи (UEFA) | Силва 12’, 22’, 37’ · Роналдо 65’, · Мутињо 90+1’ · Кансело 90+3’ |

| Летонија | 0:2                         | Мађарска              |
| -------- | --------------------------- | --------------------- |
|          | Детаљи (FIFA) Детаљи (UEFA) | Ђурчо 10’ · Шалај 77’ |

| Мађарска                                    | 4:0                         | Андора |
| ------------------------------------------- | --------------------------- | ------ |
| Гера 34’ · Ланг 43’ · Ђурчо 73’ · Шалаи 88’ | Детаљи (FIFA) Детаљи (UEFA) |        |

| Швајцарска                     | 2:0                         | Фарска Острва |
| ------------------------------ | --------------------------- | ------------- |
| Дердијок 27’ · Лихтштајнер 83’ | Детаљи (FIFA) Детаљи (UEFA) |               |

| Португал                                     | 4:1                         | Летонија    |
| -------------------------------------------- | --------------------------- | ----------- |
| Роналдо 28’, 85’ · Карваљо 70’ · Алвеш 90+2’ | Детаљи (FIFA) Детаљи (UEFA) | Зјузинс 67’ |

| Андора | 0:0                         | Фарска Острва |
| ------ | --------------------------- | ------------- |
|        | Детаљи (FIFA) Детаљи (UEFA) |               |

| Швајцарска | 1:0                         | Летонија |
| ---------- | --------------------------- | -------- |
| Дрмић 66’  | Детаљи (FIFA) Детаљи (UEFA) |          |

| Португал                     | 3:0                         | Мађарска |
| ---------------------------- | --------------------------- | -------- |
| Силва 32’ · Роналдо 36’, 65’ | Детаљи (FIFA) Детаљи (UEFA) |          |

| Андора    | 1:0                         | Мађарска |
| --------- | --------------------------- | -------- |
| Ребес 26’ | Детаљи (FIFA) Детаљи (UEFA) |          |

| Фарска Острва | 0:2                         | Швајцарска            |
| ------------- | --------------------------- | --------------------- |
|               | Детаљи (FIFA) Детаљи (UEFA) | Џака 36’ · Шаћири 59’ |

| Летонија | 0:3                         | Португал                     |
| -------- | --------------------------- | ---------------------------- |
|          | Детаљи (FIFA) Детаљи (UEFA) | Роналдо 41’, 63’ · Силва 67’ |

| Мађарска                         | 3:1                         | Летонија      |
| -------------------------------- | --------------------------- | ------------- |
| Кадар 6’ · Шалај 26’ · Џуџак 68’ | Детаљи (FIFA) Детаљи (UEFA) | Фрејманис 40’ |

| Португал                                                 | 5:1                         | Фарска Острва  |
| -------------------------------------------------------- | --------------------------- | -------------- |
| Роналдо 3’, 28’ (пен.), 65’ · Карваљо 58’ · Оливеира 85’ | Детаљи (FIFA) Детаљи (UEFA) | Балдвинсон 38’ |

| Швајцарска                           | 3:0                         | Андора |
| ------------------------------------ | --------------------------- | ------ |
| Сеферовић 43’, 63’ · Лихтштајнер 67’ | Детаљи (FIFA) Детаљи (UEFA) |        |

| Фарска Острва | 1:0                         | Андора |
| ------------- | --------------------------- | ------ |
| Ролантсон 32’ | Детаљи (FIFA) Детаљи (UEFA) |        |

| Мађарска | 0:1                         | Португал  |
| -------- | --------------------------- | --------- |
|          | Детаљи (FIFA) Детаљи (UEFA) | Силва 48’ |

| Летонија | 0:3                         | Швајцарска                                       |
| -------- | --------------------------- | ------------------------------------------------ |
|          | Детаљи (FIFA) Детаљи (UEFA) | Сеферовић 9’ · Џемаили 54’ · Родригез 58’ (пен.) |

| Фарска Острва | 0:0                         | Летонија |
| ------------- | --------------------------- | -------- |
|               | Детаљи (FIFA) Детаљи (UEFA) |          |

| Андора | 0:2                         | Португал                |
| ------ | --------------------------- | ----------------------- |
|        | Детаљи (FIFA) Детаљи (UEFA) | Роналдо 63’ · Силва 86’ |

| Швајцарска                                             | 5:2                         | Мађарска               |
| ------------------------------------------------------ | --------------------------- | ---------------------- |
| Џака 18’ · Фрај 20’ · Зубер 43’, 49’ · Лихтштајнер 83’ | Детаљи (FIFA) Детаљи (UEFA) | Гузмич 59’ · Уграј 89’ |

| Мађарска | 1:0                         | Фарска Острва |
| -------- | --------------------------- | ------------- |
| Беде 81’ | Детаљи (FIFA) Детаљи (UEFA) |               |

| Летонија                                        | 4:0                         | Андора |
| ----------------------------------------------- | --------------------------- | ------ |
| Икаунијекс 11’ · Шабала 19’, 59’ · Тарасовс 63’ | Детаљи (FIFA) Детаљи (UEFA) |        |

| Португал                   | 2:0                         | Швајцарска |
| -------------------------- | --------------------------- | ---------- |
| Ђуру 41’ (аг.) · Силва 57’ | Детаљи (FIFA) Детаљи (UEFA) |            |

## Стрелци
15 голова
| - Кристијано Роналдо |

9 голова
| - Андре Силва |

5 голова
| - Адам Салај |

4 гола
| - Харис Сеферовић |

3 гола
| - Валеријс Шабала | - Стефан Лихштајнер |

2 гола
| - Адам Ђурчо - Вилијам Карваљо - Жоао Кансело | - Адмир Мехмеди - Гранит Џака | - Рикардо Родригез - Стивен Цубер |

1 гол
| - Александре Мартинез - Марк Ребес - Артурс Зјузинс - Гинтс Фрејманис - Давис Икауниекс - Игорс Тарасовс - Адам Ланг - Балаш Џуџак - Данијел Беде - Золтан Гера | - Ричард Гузмич - Роланд Уграј - Тамаш Кадар - Бруно Алвеш - Жоао Мутињо - Нелсон Оливеира - Гили Ролантсон - Јоан Симун Едмундсон - Рогви Балдвинсон | - Сони Натестад - Блерим Џемаили - Брел Емболо - Валентин Стокер - Ерен Дердијок - Јосип Дрмић - Фабијан Фрај - Фабијан Шер - Џердан Шаћири |

Аутогол
| - Јоан Џуру (против Португала) |